# ノリリスク油流出事故
ノリリスク油流出事故（ノリリスクあぶらりゅうしゅつじこ、露: Утечка дизельного топлива в Норильске, 英: Norilsk oil spill）は、ロシア・ノリリスクで発生した油流出事故である。

## 概要
2020年5月29日の午後12時45分頃（現地時間）、クラスノヤルスク地方の都市、ノリリスクのカイエルカン地区において、ノリリスク・ニッケルの子会社、ノリリスク・タイミル・エネルギー・カンパニーによって運営されている第3火力発電所（露: ТЭЦ-3, 英: TETs-3）の緊急時用地上燃料貯蔵タンク5号基（露: Аварийный резервуар № 5, 英: emergency diesel tank No.5）から燃料が流出した。
流出したのは、軽油や潤滑油であり、流出総量はおよそ21,000トンに及んだ。そのうち、およそ15,000トンはアンバルナヤ川の支流のダルディカン川 (Далдыкан) に流出し、およそ6,000トンは地盤面に流出した。
流出によって環境災害が引き起こされた。油の流出によって汚染された面積は、およそ350平方キロメートルに及ぶ。アンバルナヤ川は赤色に染まった。油の一部は、ピャシノ湖に流れ込んだ。油の流出量としては、1994年にコミ共和国で、石油パイプラインの腐食が原因でおよそ94,000トンの原油が流出した事故に次いで、ロシア史上2番目に大きい。

## 原因
ノリリスク・ニッケルは、事故後、油流出の発生原因について、永久凍土が融解したことによって、燃料貯蔵タンクの基礎部分を支える支柱が沈下したためであると説明した。
2020年11月、ロシア連邦環境・技術・原子力監督庁は、事故の原因について、タンクが粗雑に建設されたことと、タンクの運用段階に違反行為があったことであるとし、タンクの基礎の下部において、永久凍土が融解する兆候が確認されなかったことから、永久凍土の融解によって事故が発生したという可能性を否定した。